# Slaget vid Wiesloch (1632)
Slaget vid Wiesloch var ett fältslag under det Trettioåriga kriget, som utspelade sig den 16 augusti 1632 nära den tyska staden Wiesloch. En svensk armé under befäl av fältmarskalk Gustaf Horn stod mot en tysk-romersk armé under befäl av general Ernesto Montecuccoli. Striden slutade med en svensk seger.